# Gosław (województwo opolskie)
Gosław (niem. Goslau)– wieś w Polsce położona w województwie opolskim, w powiecie kluczborskim, w gminie Byczyna.
W latach 1975–1998 miejscowość administracyjnie należała do ówczesnego województwa opolskiego.
Przez miejscowość przepływa niewielka rzeka Pratwa, dopływ Prosny.

## Nazwa
Nazwa należy do grupy nazw patronomicznych i pochodzi od staropolskiego męskiego imienia założyciela miejscowości Gosława. Heinrich Adamy w swoim dziele o nazwach miejscowości na Śląsku wydanym w 1888 roku we Wrocławiu wymienia jako najstarszą zanotowaną nazwę miejscowości Gosław podając jej znaczenie "Dorf des Gosław" czyli po polsku "Wieś Gosława".
W księdze łacińskiej Liber fundationis episcopatus Vratislaviensis (pol. Księga uposażeń biskupstwa wrocławskiego) spisanej za czasów biskupa Henryka z Wierzbna w latach 1295–1305 miejscowość wymieniona jest w zlatynizowanej formie Cosilwicz.

## Historia
Od 1774 r. wieś posiadała pieczęć gminną, na której wizerunku przedstawiono  kwiat o kielichowatym kształcie (tulipan?) z dwoma listkami i dwie mniejsze rośliny po obu bokach, wyrastające z murawy.

## Zabytki
Do wojewódzkiego rejestru zabytków wpisany jest:
- Dwór w Gosławiu, z ok. 1800 r. (rozebrany)[10]

inne
- Parterowy pałac zbudowany w stylu  klasycystycznym na planie prostokąta, kryty dachem naczółkowym z bawolimi oczyma po bokach piętrowego ryzalitu, szerokiego przy dachu na trzy okna, zwieńczonego trójkątnym frontonem z okulusem, który podtrzymują cztery fryzy stylizowane na kolumny korynckie (głowice). W ryzalicie główne wejście przed tarasem, do którego prowadzi pięć schodów[11].